# Jezioro Chlebowskie
Jezioro Chlebowskie – jezioro położone w zachodniej części Pobrzeża Szczecińskiego na Równinie Wełtyńskiej, w województwie zachodniopomorskim, w powiecie gryfińskim, w gminie Gryfino. 
Powierzchnia jeziora wynosi 12,5 ha. Jezioro znajduje się na południe od wsi Chlebowo.
Wzdłuż zachodniego brzegu przebiega droga ekspresowa S3.